# Telewizja Dolnośląska
Telewizja Dolnośląska (zapisywanie stylizowane: 4TEDE) – regionalna stacja telewizyjna nadająca od 1 czerwca 1995 z Wrocławia na kanale 31. Stworzona w dużej mierze przez zespół Prywatnej Telewizji "Echo", która przejęta przez włoski kapitał (weszła w skład sieci Polonii 1) nie uzyskała koncesji na nadawanie programu.

## Historia
Ze zlikwidowanej PTV Echo do nowej telewizji przeszli m.in. redaktor naczelny Leszek Turowski, szef informacji Jacek Ściobłowski, sekretarz redakcji Iwona Świerczek-Bażańska. Kapitału na uruchomienie stacji dostarczyły m.in. Browary Dolnośląskie i wrocławski biznesmen Andrzej Kuchar. W pierwszej fazie działalności Telewizja Dolnośląska była kontynuatorem modelu stacji wypracowanego w początkach istnienia swej poprzedniczki.
TeDe zanotowała swój wielki sukces w lipcu 1997 w czasie "powodzi tysiąclecia", kiedy poświęciła całkowicie całą swą ramówkę, rezygnując z emisji wszystkich reklam i wszystkich zaplanowanych programów na rzecz 24-godzinnego nadawania komunikatów i reportaży z zagrożonych wodą odcinków tworzonych w tym czasie ad-hoc przez mieszkańców umocnień przeciwpowodziowych. Stacja w tym czasie w dużej mierze przejęła rolę koordynatora działań w akcji przeciwpowodziowej, oddając przy tym m.in. antenę ówczesnemu prezydentowi miasta Bogdanowi Zdrojewskiemu zawsze wtedy, gdy miał on coś do powiedzenia uwięzionym w zalanych domach mieszkańcom miasta, innym - starającym się nieść im pomoc lub nawet służbom miejskim.
Stacja w lipcu 1998 roku przejęła Telewizję Aval.
W roku 2000 redakcja wyprowadziła się z wieżowca "Poltegoru" przy ul. Powstańców Śląskich do nowego gmachu na ulicę Muchoborską; budynek ten wyposażono w nowoczesne studio oraz newsroom. Do 18 kwietnia 2007 roku telewizja nadawała sygnał z budynku wieżowca "Poltegor Centre", jednak w związku z jego planowanym wyburzeniem antena nadawcza została przeniesiona na dach Domu Akademickiego "Kredka"; siedzibę przeniesiono do Bielan Wrocławskich.
Początkowo Telewizja Dolnośląska wchodziła w skład grupy telewizyjnej "Odra", poza własnymi produkcjami nadając również programy przeznaczone dla całej sieci. W 1998 roku rozpoczęła retransmisję programu Naszej TV (z zachowaniem pasm lokalnych), a następnie od 2000 roku - TV4.
W 2005 stacjom byłej TV Odra (W tym TeDe) wydane zostały nowe koncesje, obligujące do reaktywowania sieci. Od tamtej pory Telewizja Dolnośląska, mimo iż posługuje się również własną nazwą, formalnie jest producentem programu wrocławskiej stacji TV Odra.
22 kwietnia 2013 na terenie Wrocławia w ramach IV etapu cyfryzacji naziemnej telewizji zostały wyłączone nadajniki, za pomocą których był możliwy odbiór TeDe. Tym samym po 18 latach emisji TV4 / ODRA Wrocław, Opole, Świdnica zaprzestała działalności. 28 sierpnia 2013 ATM Grupa nabyła 98,44% udziałów w spółce Telewizja Dolnośląska, stając się większościowym udziałowcem. 
3 października 2016 stacja została zastąpiona stacją Echo24.

## Nadajniki
Przyznane nadajniki dla emisji cyfrowej.
| Nadajniki cyfrowe                                                    | Kanał | Częstotliwość | Moc ERP nadajnika | Polaryzacja | Kierunkowość | Kompresja wizji |
| -------------------------------------------------------------------- | ----- | ------------- | ----------------- | ----------- | ------------ | --------------- |
| Świdnica – komin Miejskiego Zakładu Energii Cieplnej (ul. Pogodna 1) | 24    | 498 MHz       | 1 kW              | pozioma     | dookólna     | MPEG-4          |
| Wrocław – Sky Tower (ul. Powstańców Śląskich 95)                     | 24    | 498 MHz       | 2 kW              | pozioma     | dookólna     | MPEG-4          |

Nadajniki analogowe zostały wyłączone 22 kwietnia 2013 r.
| Nadajniki analogowe                                                  | Kanał | Częstotliwość | Moc ERP nadajnika | Polaryzacja | Kierunkowość |
| -------------------------------------------------------------------- | ----- | ------------- | ----------------- | ----------- | ------------ |
| Wrocław – Dom Akademicki "Kredka" (ul. Grunwaldzka 69)               | 31    | 551,25 MHz    | 1,5 kW            | pozioma     | dookólna     |
| Opole – komin byłych Zakładów Mięsnych "Peters" (ul. Wschodnia 23)   | 30    | 543,25 MHz    | 0,2 kW            | pozioma     | dookólna     |
| Świdnica – komin Miejskiego Zakładu Energii Cieplnej (ul. Pogodna 1) | 39    | 615,25 MHz    | 1 kW              | pozioma     | dookólna     |

## Logo
| Lata                  | Opis | Logo |
| --------------------- | --- | ---- |
| 2007-22 kwietnia 2013 | Logo TV4, obok cztery niebieskie kwadraty z żółtymi literami "T", "E", "D" i "E" a pod nim prostokąt z. białym napisem "Telewizja Dolnośląska". |      |